# Amtsgericht Neumünster

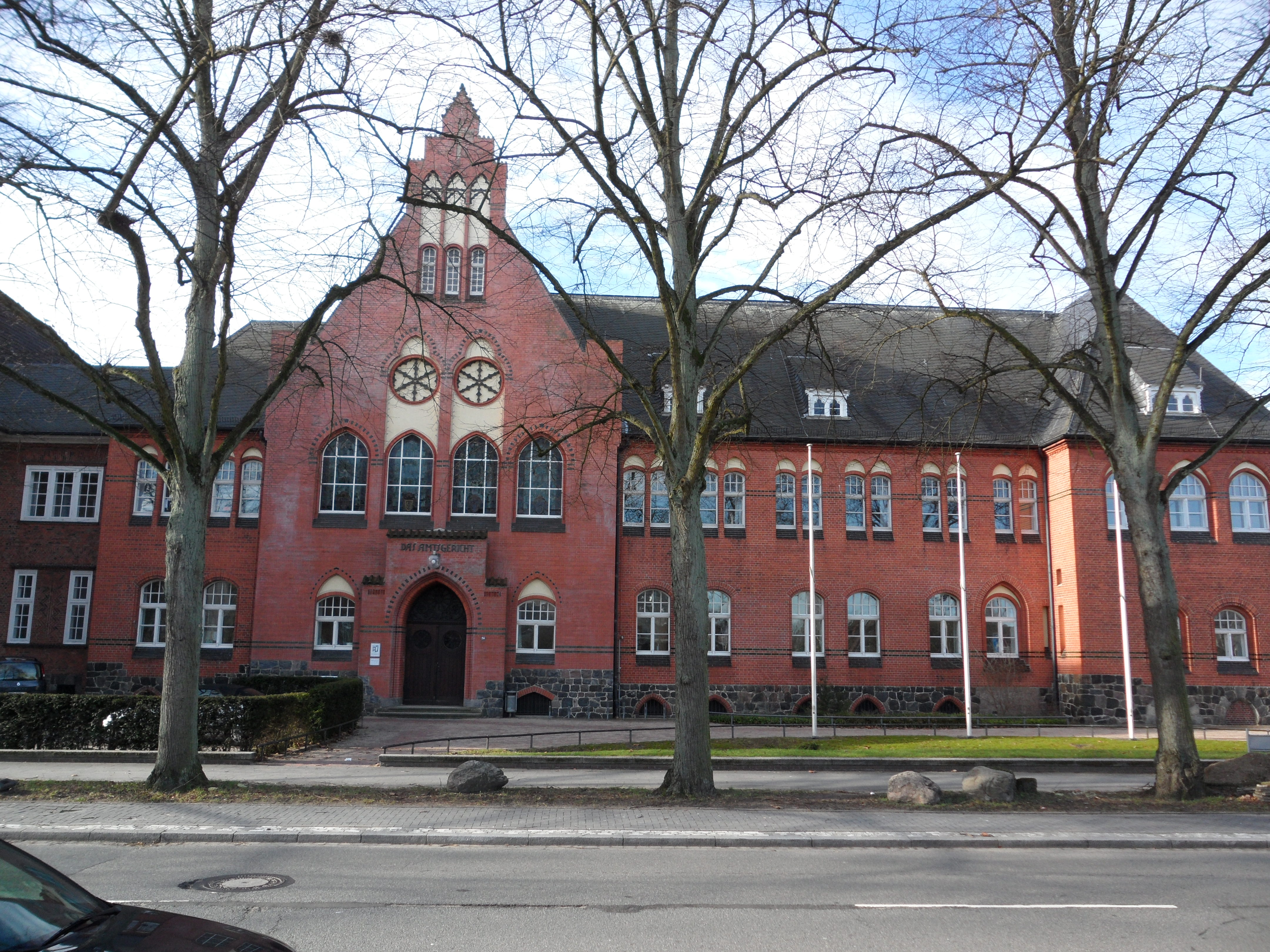
Gebäude des Amtsgerichts Neumünster

Das Amtsgericht Neumünster ist ein deutsches Gericht der ordentlichen Gerichtsbarkeit. Es ist eines von sieben Amtsgerichten im Bezirk des Landgerichts Kiel und eines von 22 Amtsgerichten in Schleswig-Holstein.

## Gerichtssitz und -bezirk

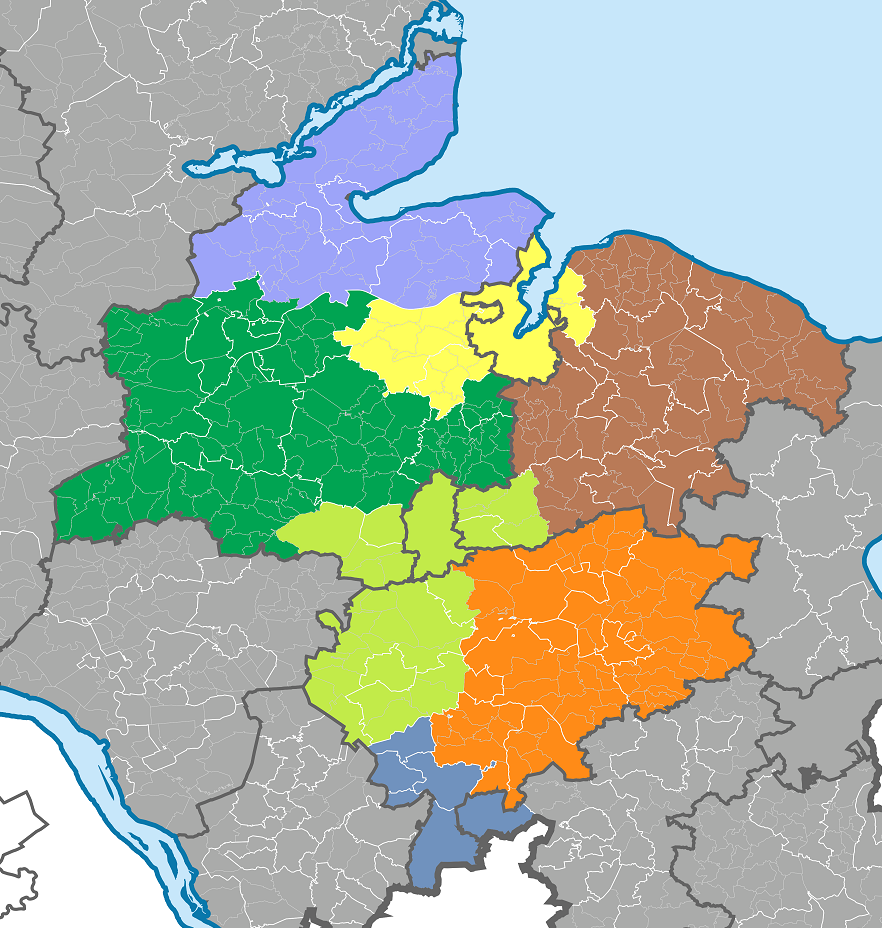
Gerichtsbezirke der dem LG Kiel nachgeordneten Amtsgerichte
AG Eckernförde
AG Rendsburg
AG Kiel
AG Plön
AG Neumünster
AG Bad Segeberg
AG Norderstedt

Das Gericht hat seinen Sitz in der Stadt Neumünster.
Der Gerichtsbezirk umfasst das Gebiet der folgenden Städte und Gemeinden.
| - Armstedt, - Arpsdorf, - Aukrug, - Bad Bramstedt, - Bimöhlen, - Bönebüttel, - Boostedt, - Borstel, | - Ehndorf, - Föhrden-Barl, - Fuhlendorf, - Großenaspe, - Großharrie, - Hagen, - Hardebek, - Hasenkrug, | - Hasenmoor, - Heidmoor, - Hitzhusen, - Lentföhrden, - Mönkloh, - Neumünster, - Nützen, - Padenstedt, | - Rendswühren, - Schillsdorf, - Schmalfeld, - Tasdorf, - Wasbek, - Weddelbrook sowie - Wiemersdorf. |

## Gebäude
Untergebracht ist das Gericht in der Innenstadt unter der Adresse Boostedter Straße 26 unmittelbar neben der Justizvollzugsanstalt Neumünster. Das Gerichtsgebäude wurde von 1901 bis 1905 zusammen mit dem Zentralgefängnis Neumünster, der heutigen Justizvollzugsanstalt Neumünster errichtet. Die damals erbauten Häuser sind in die Liste der Kulturdenkmale in Neumünster eingetragen und stehen unter Denkmalschutz.

## Übergeordnete Gerichte
Das Amtsgericht Neumünster ist Eingangsgericht. Ihm übergeordnet ist das Landgericht Kiel sowie im weiteren Instanzenzug das Schleswig-Holsteinische Oberlandesgericht und der Bundesgerichtshof.

## Geschichte
Mit der Annexion Schleswig-Holsteins wurden 1867 in der nunmehr preußischen Provinz fünf Kreisgerichte und das übergeordnete Appellationsgericht Kiel eingerichtet. Als Eingangsgerichte wurden Amtsgerichte geschaffen, darunter das Amtsgericht Neumünster als eines von 16 Amtsgerichten des Kreisgerichts Kiel. Den Gerichtssprengel bildete das Amt Neumünster ohne den neumünsterschen Anteil des Kirchspiels Großenaspe sowie die klösterlichen Enklaven Taasdorf und Gadeland.
1871 wurde das Amtsgericht Bornhöved aufgehoben und sein Sprengel auf benachbarte Amtsgerichte verteilt. die Güter Bockhorn und Schönböcken kamen zum Amtsgericht Neumünster.
Mit dem Inkrafttreten des deutschen Gerichtsverfassungsgesetzes am 1. Oktober 1879 wurden reichsweit einheitlich Amts-, Land- und Oberlandesgerichte geschaffen. Das Amtsgericht Neumünster blieb bestehen und war nun dem Landgericht Kiel nachgeordnet.
Sein Gerichtsbezirk umfasste daraufhin aus dem Kreis Kiel den Stadtbezirk Neumünster, die Gemeindebezirke Arpsdorf, Bönebüttel, Braak, Brachenfeld, Brokenlande, Ehndorf, Gadeland, Großenaspe, Großkummerfeld, Heidmühlen, Husberg, Kleinkummerfeld, Latendorf, Padenstedt, Tasdorf, Tungendorf, Wasbek, Willingrade und Wittdorf sowie den Forstgutsbezirk Neumünster. Am Gericht bestand 1880 eine Richterstelle. Das Amtsgericht war damit ein kleines Amtsgericht im Landgerichtsbezirk.